# Martha Erika Alonso
Martha Erika Alonso Hidalgo (1973. december 17. – Santa María Coronango, 2018. december 24.) jobboldali, konzervatív politikus, a mexikói Puebla állam első női kormányzója volt. Tisztségét azonban csak néhány napig töltötte be, mivel beiktatása után 10 nappal az őt és férjét szállító helikopter lezuhant, és a balesetben mindketten életüket vesztették.

## Élete
1973-ban született. Az Universidad Iberoamericana egyetemen grafikus-tervezői végzettséget szerzett, és teljesítette az Universidad de las Américas Puebla egyetem nyilvános kommunikáció szakos mesterképzését is. Ugynacsak folytatott tanulmányokat a pueblai BUAP-on, a barcelonai felsővezetői és közigazgatási iskolában, valamint a George Washington Egyetemen is. 2004-ben Puebla állam kongresszusának az állampolgári részvétellel foglalkozó csoportjának vezetője lett, ezen csoporttal pedig az állam több helyszínén szervezett egészség- és képzési napokat is. Később megalapította a Cselekvő Nők Hálózata (Red de Mujeres en Acción) nevű szervezetet, amely a pueblai nők élethelyzetének javítását tűzte ki célul. 2011 februárjában az állami családsegítő rendszer védnökségének tiszteletbeli elnökévé választották. Az állam kongresszusánál kezdeményezte többek között az örökbefogadási szabályok rugalmasabbá tételét is.
2004 januárjában három és fél évnyi jegyesség után a pueblai jezsuita templomban házasságot kötött Rafael Moreno Vallével. Az esküvői misét maga a pueblai érsek, Rosendo Huesca y Pacheco tartotta. A házaspárnak gyermekei nem születtek.
Alonso a Nemzeti Akciópárthoz (PAN) 2009-ben csatlakozott. Férje ennek a pártnak a színeiben 2011-től 2017-ig Puebla állam kormányzója volt, majd a 2018. július 1-én tartott kormányzóválasztáson Martha Erika Alonso is megmérette magát, itt pedig körülbelül 4%-nyi (100 000 darab) szavazattal győzelmet aratott a MORENA jelöltje, Miguel Barbosa fölött. Ellenfelei rögtön csalással (többek között szavazóurnák ellopásával és elégetésével) vádolták, emiatt az állam 7174 szavazókörében újraszámolták a szavazatokat. Végül a bíróság amellett, hogy öt községben a szavazás megismétlését rendelte el, ezek után is őt hirdette ki győztesnek.
Kormányzói hivatalát 2018. december 14-én kezdte meg, ám tíz nappal később az őt és férjét szállító Agusta A109S Grand XA-BON típusú helikopter Santa María Coronango mellett, a Cerro de la Chimenea del Chacuaco hegyen lezuhant, a balesetben mindketten életüket vesztették.